# الأردن في الألعاب الأولمبية للشباب

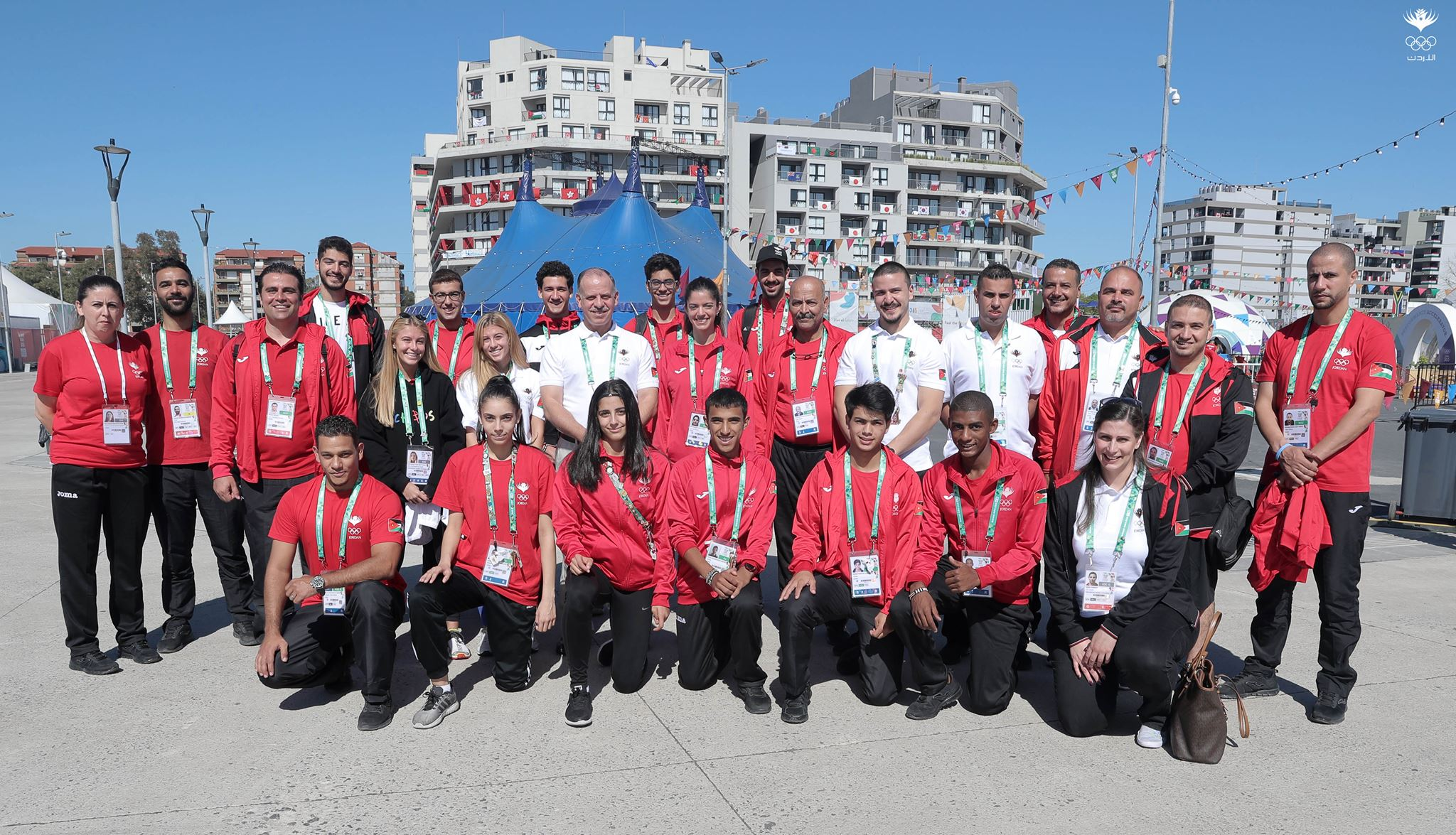
الأمير فيصل بن الحسين ، رئيس اللجنة الأولمبية الأردنية، مع البعثة الأردنية المشاركة في أولمبياد الشباب ببوينس آيرس عام 2018

لم يغب الأردن عن المشاركة في دورة الألعاب الأولمبية للشباب والتي انطلقت للمرة الأولى عام 2010 في سنغافورة حيث شارك أيضاً في نسختي نانجينغ عام 2014 وبوينس آيرس عام 2018.

## سنغافورة 2010

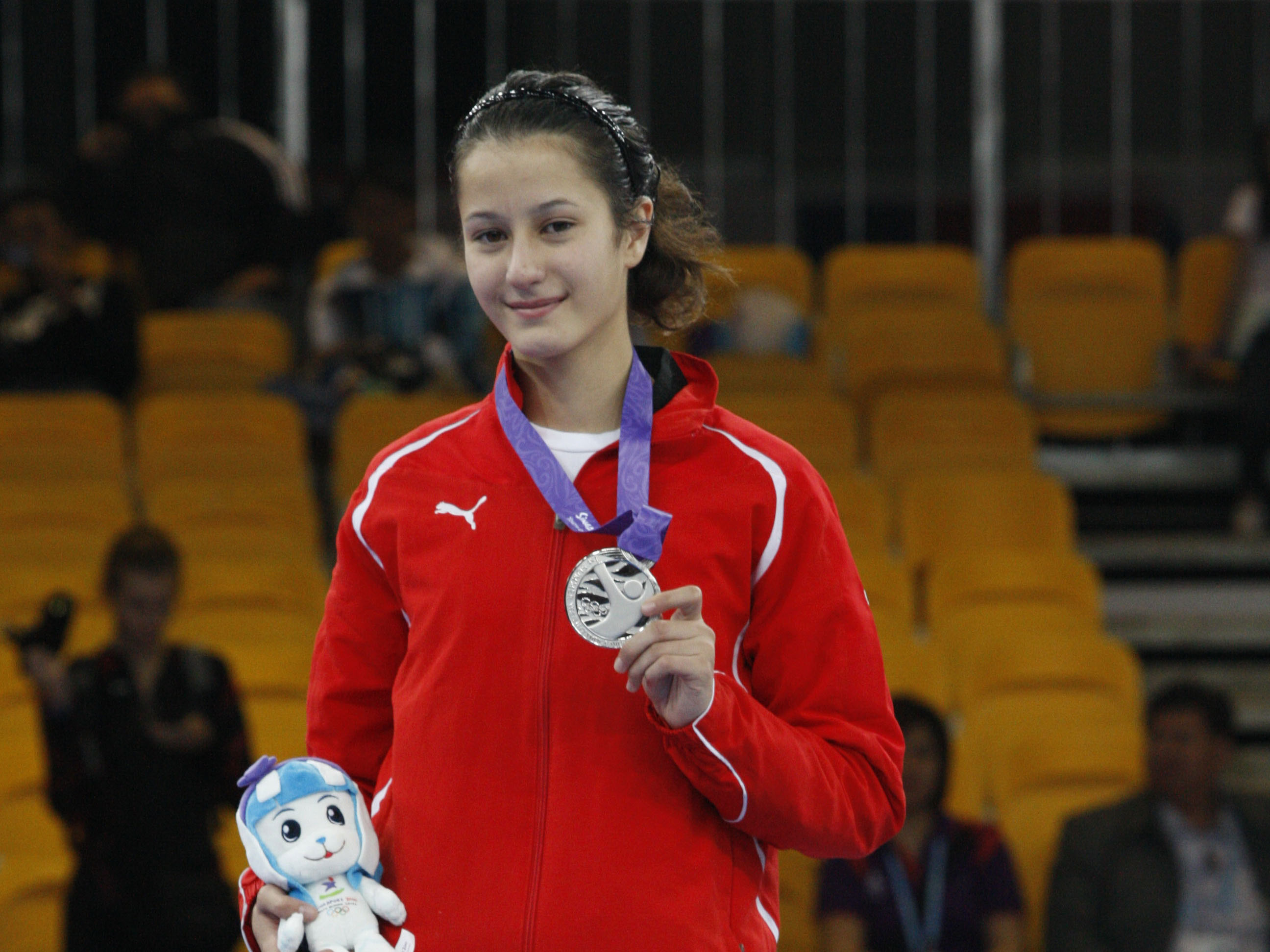
دانا حيدر لحظة تتويجها بالميدالية الفضية في أولمبياد سنغافورة عام 2010

شارك الأردن في النسخة الأولى من دورة الألعاب الأولمبية للشباب والتي جرت في سنغافورة خلال الفترة من 14 إلى 26 أغسطس عام 2010 بمشاركة أكثر من 3500 لاعباً ولاعبة يمثلون 204 دولة.
مثل الأردن في هذه الألعاب ستة لاعبين يمثلون أربع رياضات هي، الريشة الطائرة والجمباز والسباحة والتايكواندو واللاعبين هم : دانا حيدر ويزن الصادق (التايكواندو) ، سارة هياجنة وعمر عليان (السباحة) ، أدهم الصقور (الجمباز) ، محمد نزار (الريشة الطائرة).
نجحت البعثة الأردنية في هذه النسخة من حصد ميداليتين فضية عن طريق اللاعبة دانا حيدر وبرونزية عن طريق اللاعب يزن الصادق. واستهلت اللاعبة دانا حيدر مشاركتها في أولمبياد 2010 ضمن منافسات التايكواندو لوزن تحت 49 كغم، بالفوز على لاعبة الأوروغواي ياسمين تيرا بنتيجة 14-1 وفي الدور ربع النهائي فازت على الباكستانية مهام افتاب وفي الدور نصف النهائي فازت على الأمريكية جيسي بيتس قبل أن تخسر المباراة النهائية أمام اللاعبة التايلاندية وراونج بونجبانيت بنتيجة 4-5.
بدوره فاز اللاعب يزن الصادق في أولى نزالاته ضمن منافسات التايكواندو لوزن فوق 73 كغم، على المكسيكي خوسيه راموس بالنقطة الذهبية 6-5 وفي الدور نصف النهائي خسر أمام اللاعب الصيني ليو تشانغ بالنقطة الذهبية 2-1.

## نانجينغ 2014
شارك الأردن في النسخة الثانية من دورة الألعاب الأولمبية للشباب والتي جرت في مدينة نانجينغ الصينية خلال الفترة من 16 إلى 28 أغسطس عام 2014، حيث شهدت هذه النسخة مشاركة أكثر من 3500 لاعباً ولاعبة يمثلون 203 دولة.
مثل الأردن في هذه النسخة من الألعاب، 6 لاعبين يمثلون أربعة رياضات هي، المبارزة والجمباز والسباحة والتايكواندو واللاعبين هم : إيمان العضايلة (حاملة العلم) وتيما حبول (التايكواندو) ، خضر بقلة وليديا مصلح (السباحة)، يزن عبندة (الجمباز) وبلقيس القضاة (المبارزة).
لم تحقق البعثة الأردنية أي ميدالية في هذه النسخة من الأولمبياد.

## بوينس آيرس 2018

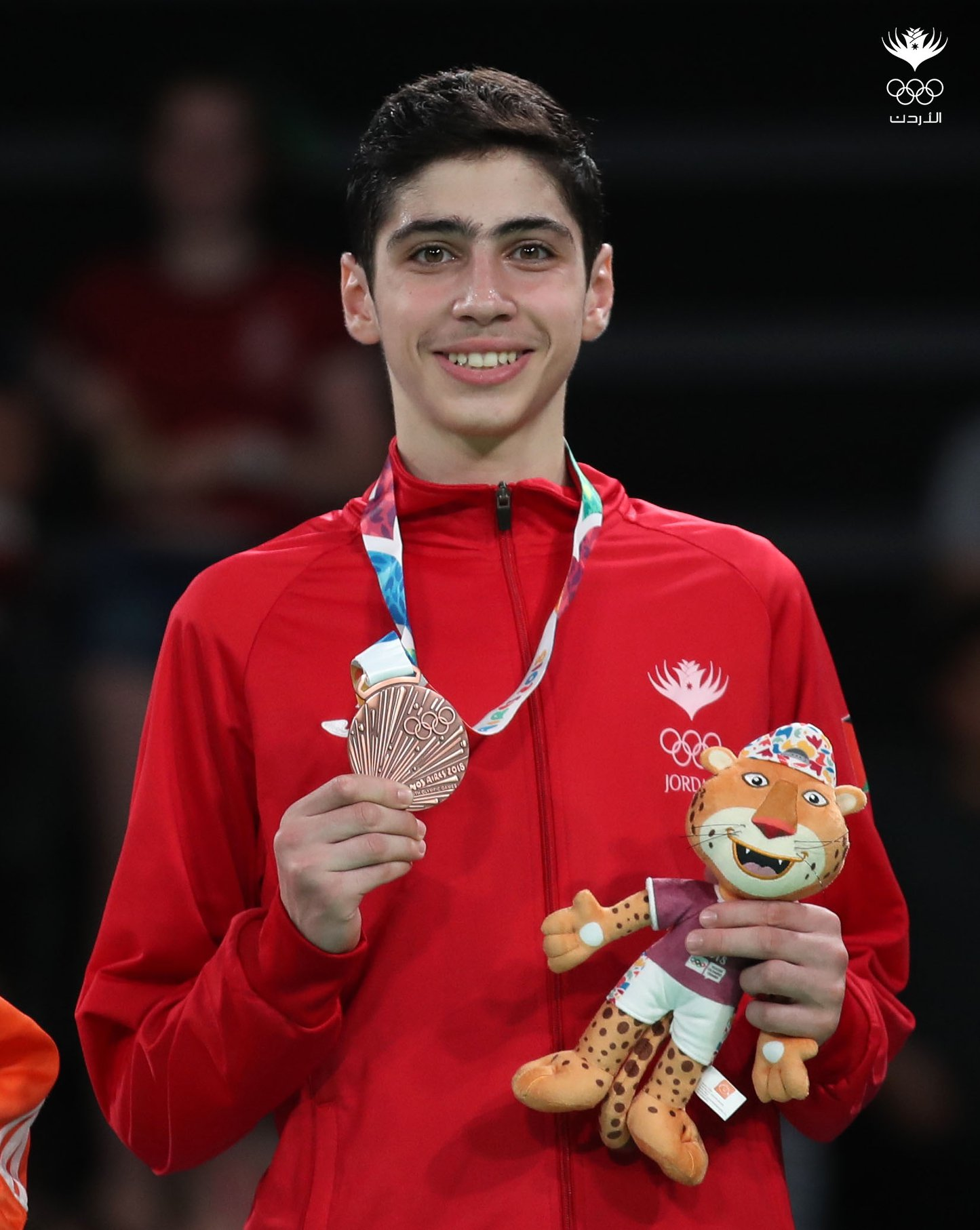
File:تتويج اللاعب زيد مصطفى بالميدالية البرونزية في دورة الألعاب الأولمبية للشباب عام 2018

شارك الأردن بأكبر وفد في تاريخ مشاركته بأولمبياد الشباب خلال النسخة الثالثة والتي أقيمت في العاصمة الأرجنتينية بوينس آيرس خلال الفترة من 6 إلى 18 أكتوبر عام 2018 وتمثل ذلك بـ 13 لاعباً ولاعبة يمثلون ست رياضات هي، كرة السلة 3x3 والكراتيه والتايكواندو وألعاب القوى والسباحة والفروسية.
اللاعبين الذين مثلوا الأردن كانوا، ثلاثي التايكواندو، زيد مصطفى ، راما أبو الرب ، نتالي حميدي ولاعبا المنتخب الوطني لألعاب القوى، سامر الجوهر وعبدالله المليفي، ولاعب المنتخب الوطني للكراتيه، عبدالله حماد ، والفارسة سارة العرموطي والسباحين محمد البدور وعمر الور إلى جانب فريق كرة السلة 3X3 المكون من اللاعبين، شاكر شبير ، عمر البخاري ، ريان جراد وفهد ترجلي وهو أول فريق جماعي أردني يتأهل إلى إحدى الدورات الأولمبية.
حقق الأردن في هذه النسخة من الألعاب ميدالية برونزية واحدة تحققت من خلال لاعب التايكواندو زيد مصطفى ضمن منافسات وزن تحت 55 كغم، حيث فاز في مباراة الدور ربع النهائي على الإسباني هوغو أريلو بنتيجة 25-5 وفي نصف النهائي خسر أمام الكوري الجنوبي كيم كانغ مين بنتيجة 31-16.